# Municipio de Richland (condado de Cowley)
El municipio de Richland (en inglés: Richland Township) es un municipio ubicado en el condado de Cowley en el estado estadounidense de Kansas. En el año 2010 tenía una población de 196 habitantes y una densidad poblacional de 1,81 personas por km².

## Geografía
El municipio de Richland se encuentra ubicado en las coordenadas 37°25′32″N 96°52′43″O / 37.42556, -96.87861. Según la Oficina del Censo de los Estados Unidos, el municipio tiene una superficie total de 108.1 km², de la cual 108,1 km² corresponden a tierra firme y (0 %) 0 km² es agua.

## Demografía
Según el censo de 2010, había 196 personas residiendo en el municipio de Richland. La densidad de población era de 1,81 hab./km². De los 196 habitantes, el municipio de Richland estaba compuesto por el 98,98 % blancos y el 1,02 % eran de una mezcla de razas. Del total de la población el 0 % eran hispanos o latinos de cualquier raza.